# Bōjutsu

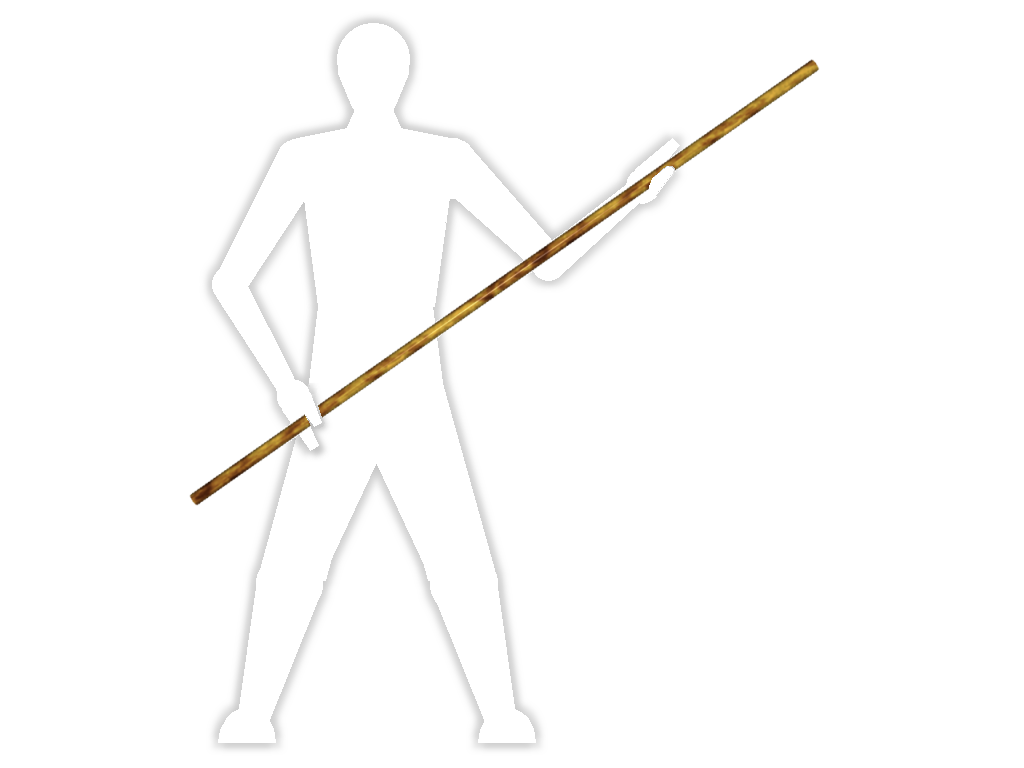
Bo

Il bōjutsu (parola giapponese che significa "tecnica del bastone") è l'arte marziale che fa uso del bastone lungo. È generalmente praticata come "complemento" a un'altra disciplina (aikidō, karate, kobudo...), e molto più raramente come disciplina indipendente.

## Caratteristiche
L'arma utilizzata è il jyo o bō (abbreviazione di roku-shaku-bō, "bastone lungo sei shaku", ovvero 180 cm circa). Nonostante il nome, la lunghezza reale del bastone utilizzato varia a seconda delle diverse scuole. Viene utilizzato in diverse arti marziali, ed è solitamente fabbricato in legno di ciliegio o di bambù.
Il bo è un'arma tradizionale del Giappone, nonché una delle prime usate dall'uomo. È un'arma assolutamente svantaggiosa rispetto a quelle dotate di lama, perciò viene usato come arma da difesa di fortuna.
La più conosciuta scuola di bōjutsu è la Masakatsu Bo Jutsu, fondata da Morihei Ueshiba e introdotta in Europa dal suo allievo Gérard Blaize. In questa scuola la tecnica del bastone è vista come complementare all'aikidō, e il bastone utilizzato varia a seconda dell'altezza del praticante (da terra fino al suo naso).